# Sara Kadefors
Sara Maria Kadefors, född 19 september 1965 i Biskopsgårdens församling, Göteborg, är en svensk författare, journalist och manusförfattare.  

## Biografi

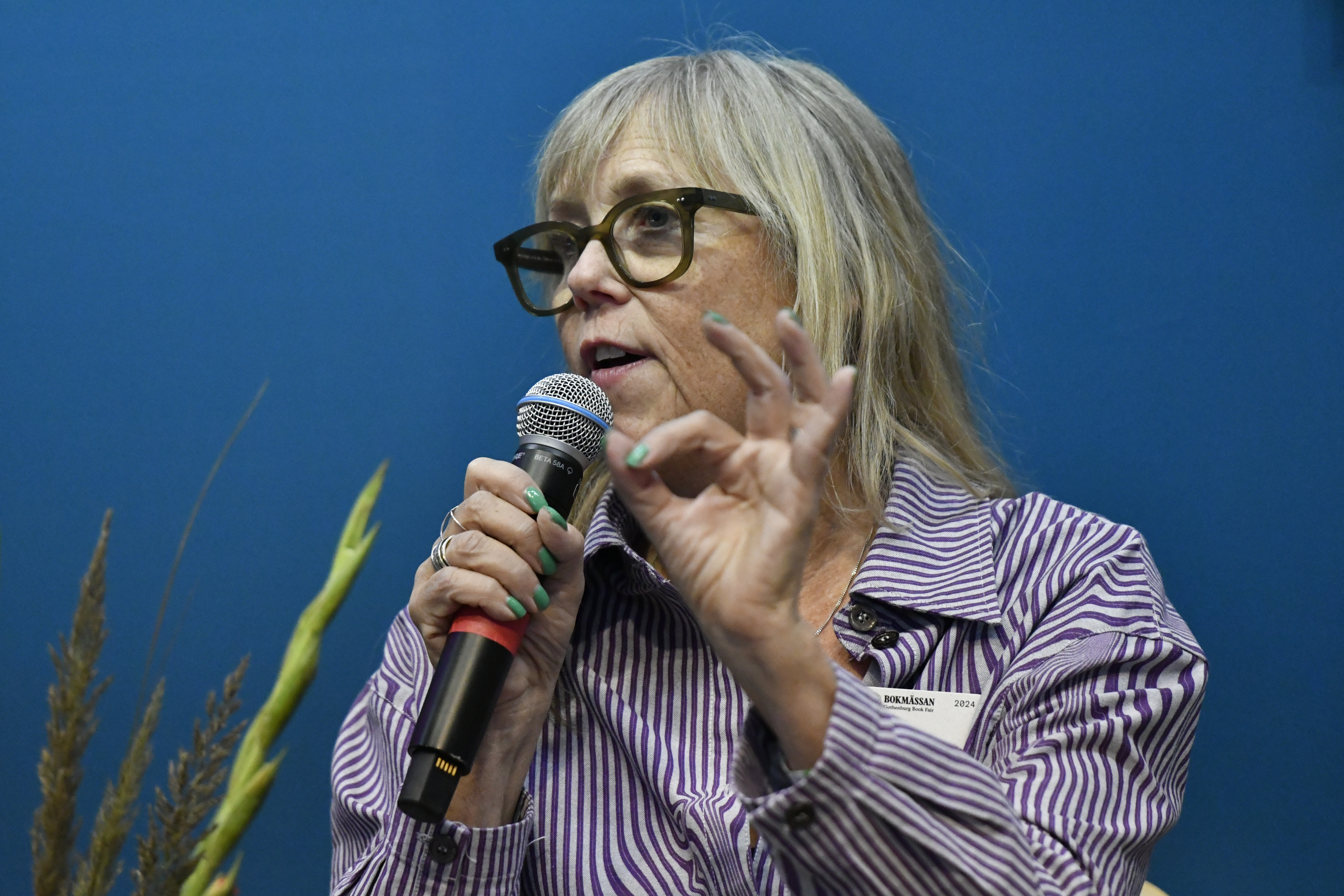
Sara Kadefors på bokmässan i Göteborg 2024.

Sara Kadefors kom under uppväxtåren till Landvetter, utanför Göteborg. Som ung hade hon planer på att bli skådespelare. Hon sökte till scenskolan i Malmö men kom inte in. Senare läste hon till journalist på folkhögskola och kände under utbildningen en dragning till formatet radio.
Hon har varit programledare för radioprogrammen Mamma Mia, Morgonpasset, Söndagsskolan, Vakna (1996–1998) och Iller (sändes 1995 i Sveriges Radio P3).
Omkring år 2000 lämnade hon radion och blev författare på heltid. Hennes debutroman var barnboken Långlördag i city, som gavs ut 2001. Samma år gavs även den mer uppmärksammade ungdomsromanen Sandor slash Ida ut.

### Familj
Sara Kadefors är gift med regissören Henrik Georgsson. Hon är dotter till professor Roland Kadefors. 

## Filmografi
- 2004 – Orka Orka!
- 2004 – Fröken Sverige (manus)
- 2005 – Sandor slash Ida (manus)
- 2005 – Sluta stöna eller dö, novellfilm (manus och regi)
- 2020 – Dejta (TV-serie) (manus)

## Priser och utmärkelser
- 2001 – Augustpriset för Sandor slash Ida
- 2001 – BMF-Barnboksplaketten för Sandor slash Ida
- 2001 – Slangbellan för Långlördag i city
- 2007 – Sigtunastiftelsens författarstipendium
- 2008 – Pocketpriset, guld för Fågelbovägen 32